# 김정일화
김정일화(金正日花, 영어: Kimjongilia)는 남아메리카가 원산지인 베고니아의 한 품종이다. 1988년 2월 16일 김정일의 46세 생일 때 일본 시즈오카현 가케가와시에 거주하던 식물학자 가모 모토테루(加茂 元照)가 품종 개량한 꽃을 김정일 조선로동당 총비서에게 선물했고 꽃 이름도 여기서 유래된 이름이다. 대한민국에서는 2002년에 열린 안면도국제꽃박람회에서 전시된 적이 있으며, 이후 2004년에는 미국베고니아협회에서 베고니아과의 신품종 제 991호으로 김정일화를 Begonia × tuberhybrida 'Kimjongilhwa'라는 학명으로 등록했다.
꽃말은 ‘사랑’, ‘평화’, ‘지혜’, ‘정의’이다.

## 형태
김정일화는 30cm ~ 40cm정도의 높이로 자라며, 꽃은 붉은색을 띤다. 또한 수꽃과 암꽃이 따로 나타나는 자웅동주 식물이다. 개화는 김정일의 생일인 광명성절 전후에 피도록 개량되어 2월 중에 개화하며, 한 개체에서 10 ~ 15개의 꽃이 피고 3개월에서 4개월 정도 유지된다. 또한 번식력이 강해 섭씨 20도 전후의 기온을 유지하면 잘 자란다고 알려져 있다.

## 사용
조선민주주의인민공화국에서는 김정일화를 '영생불멸의 꽃'으로도 부르며, 김정일을 상징하는 꽃인 만큼 김정일의 생일을 축하하는 날인 광명성절때 사용된다. 광명성절에 김정일화로 장식을 하고 김일성·김정일화 전시관에서 열리는 김정일화 축전을 개최한다.
김정일화는 김정일을 찬양하는 찬양 가요의 소재로도 이용되며, "김정일화"라는 이름의 찬양가요도 존재한다. 작가는 박미성, 작곡은 우정희가 했다.
조선외국문도서출판사에서 배포하는 달력의 2월 표지 그림으로 김정일화가 사용되었으며, 마찬가지로 4월에 개화하는 김일성화의 경우는 4월 표지 그림으로 사용되었다.

## 같이 보기
- 김일성화
- 가모 모토테루
- 광명성절